# منطقه الثوره
منطقه الثوره (به عربی: منطقة الثورة) یک منطقه در سوریه است که در استان رقه واقع شده‌است. منطقه الثوره ۱۵۹٬۸۴۰ نفر جمعیت دارد.